# Plaza Miguel de Unamuno
La plaza de Miguel de Unamuno es una plaza ubicada en pleno centro del Casco Viejo de Bilbao. La plaza está dedicada al filósofo y escritor Miguel de Unamuno.

## Edificios de interés
Diversos edificios reseñables rodean la plaza Miguel de Unamuno:
- Museo Arqueológico, Etnográfico e Histórico Vasco.[1]
- El nuevo Museo Arqueológico de Bizkaia.[2]
- Museo de los Pasos de Semana Santa.[3]
- Calzadas de Mallona, escaleras construidas en 1745 que unen el Casco Viejo con la Basílica de Begoña.[4]
- Monumento a Miguel de Unamuno, a unos cien metros de la casa natal del escritor.[5]
- A escasos metros se encuentra la Plaza Nueva de Bilbao.

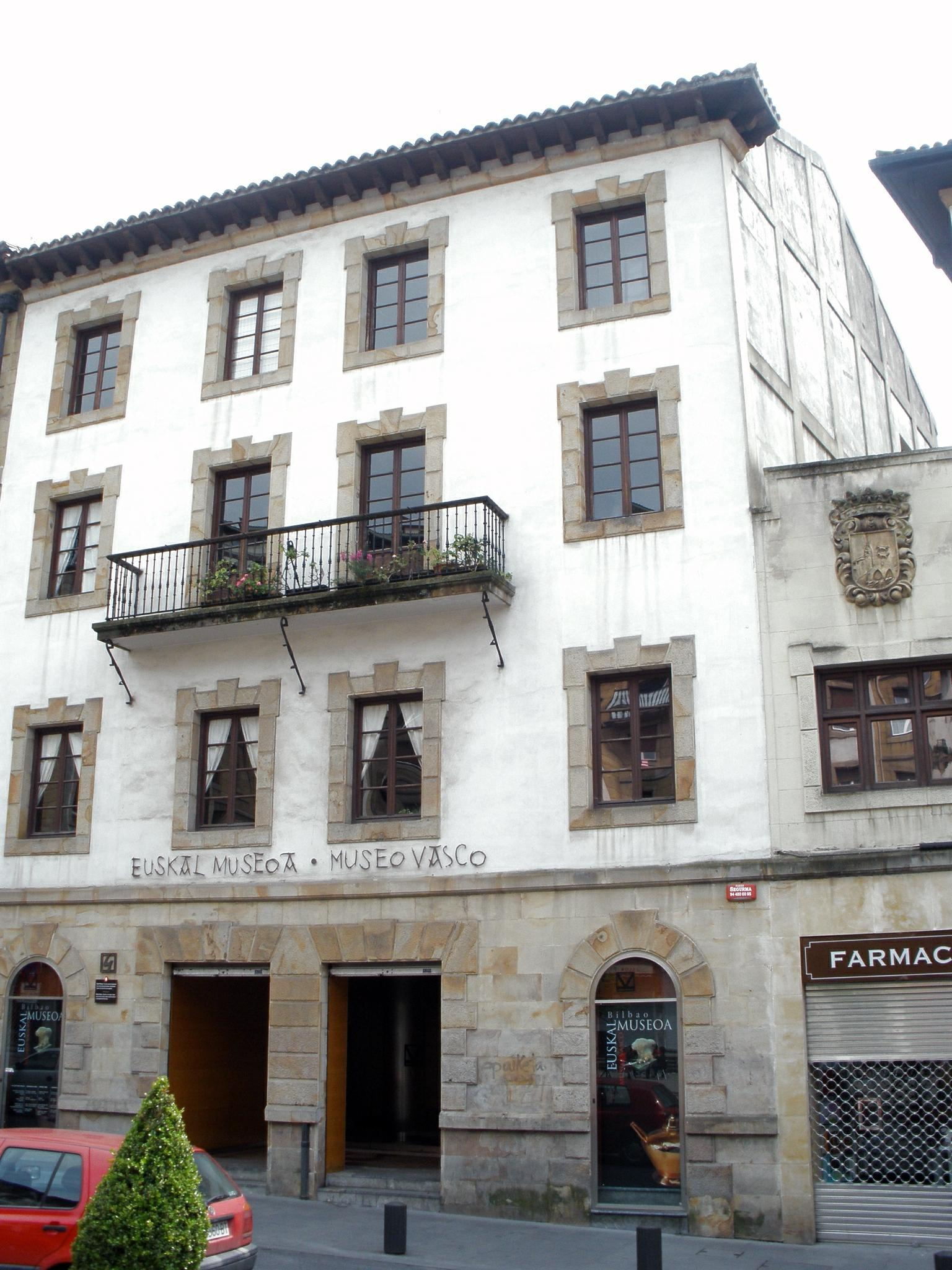
Museo Arqueológico, Etnográfico e Histórico Vasco
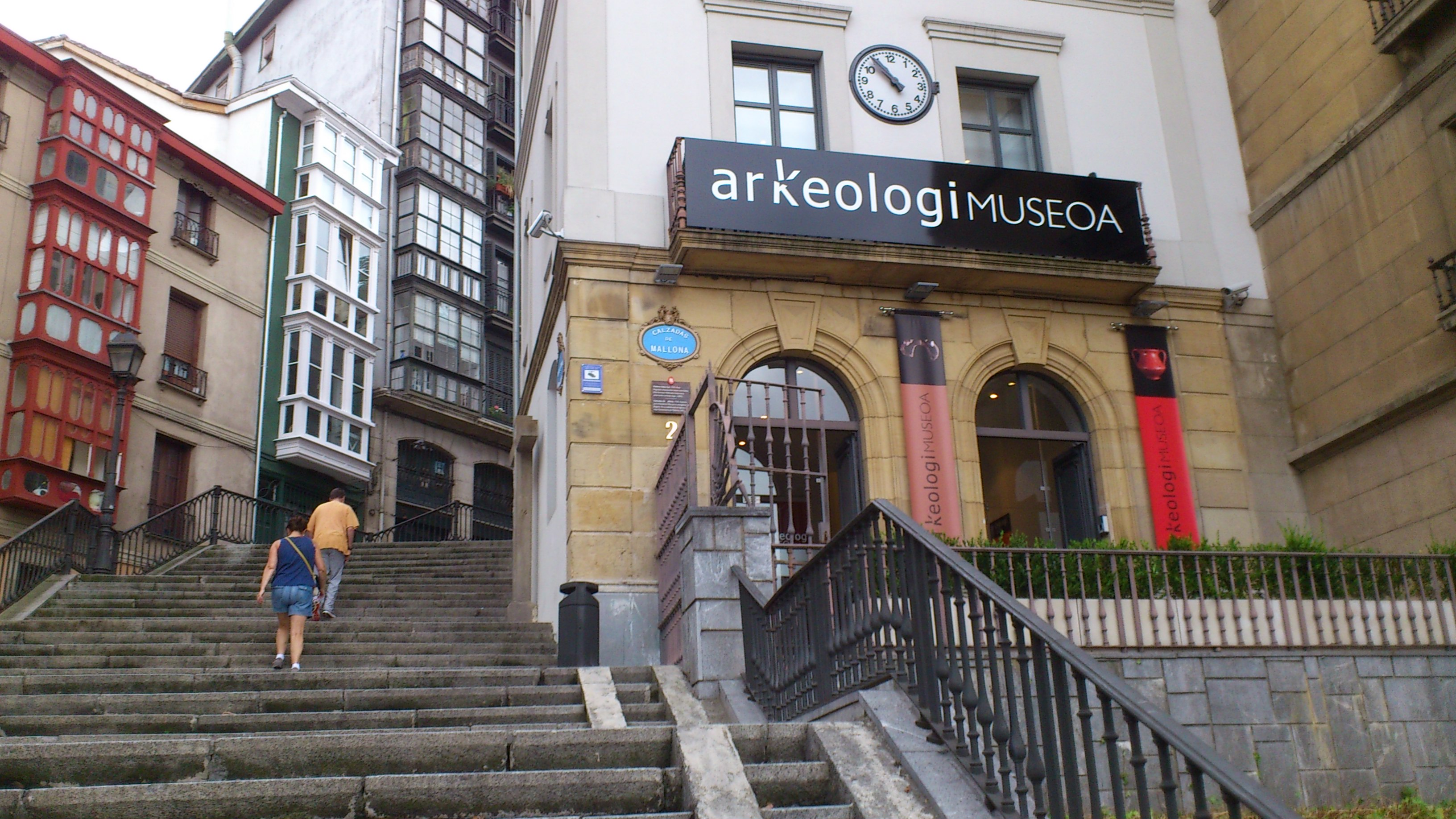
Museo Arqueológico de Bizkaia
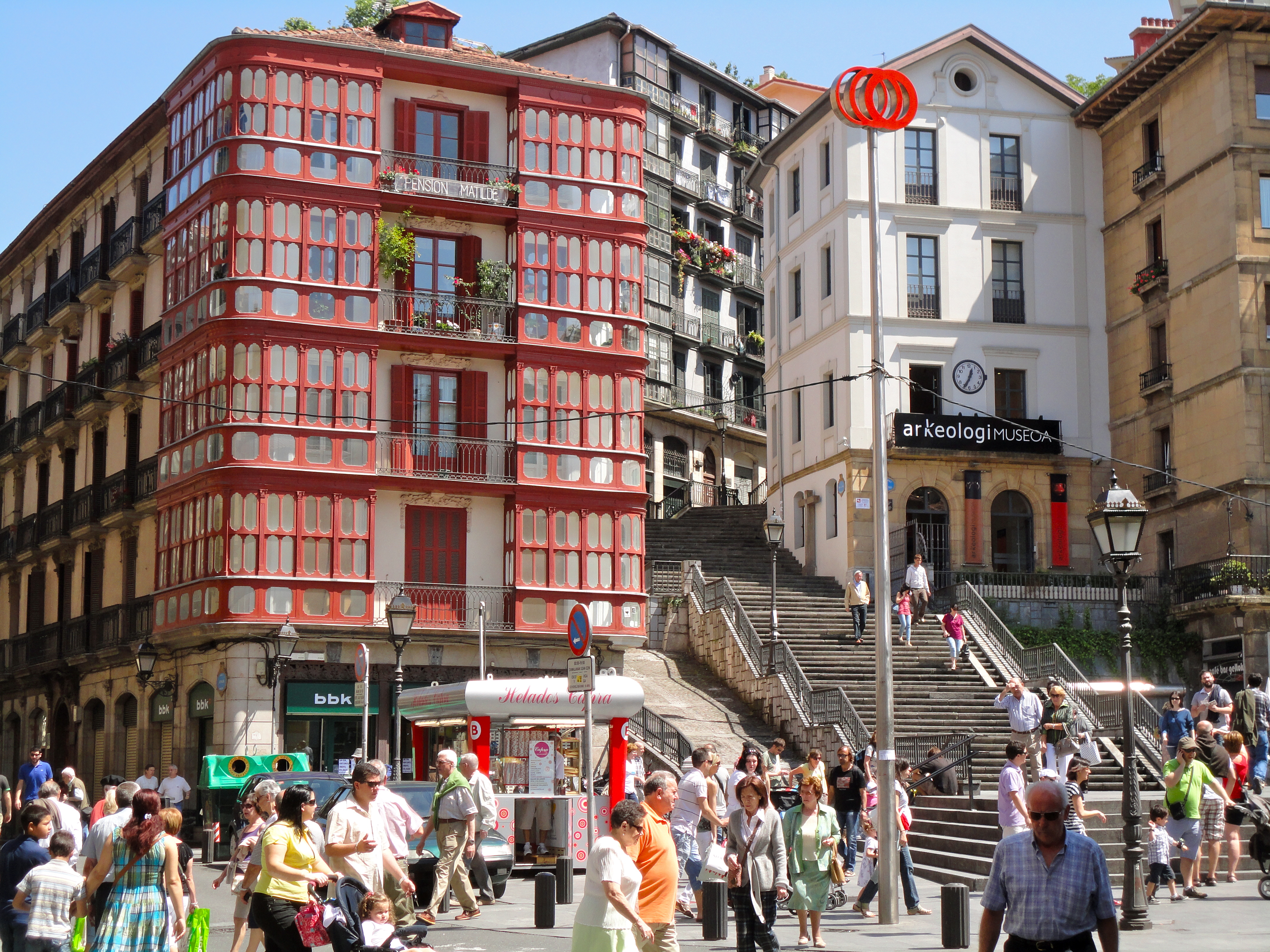
Calzadas de Mallona, a la derecha acceso a la estación de Casco Viejo del metro de Bilbao
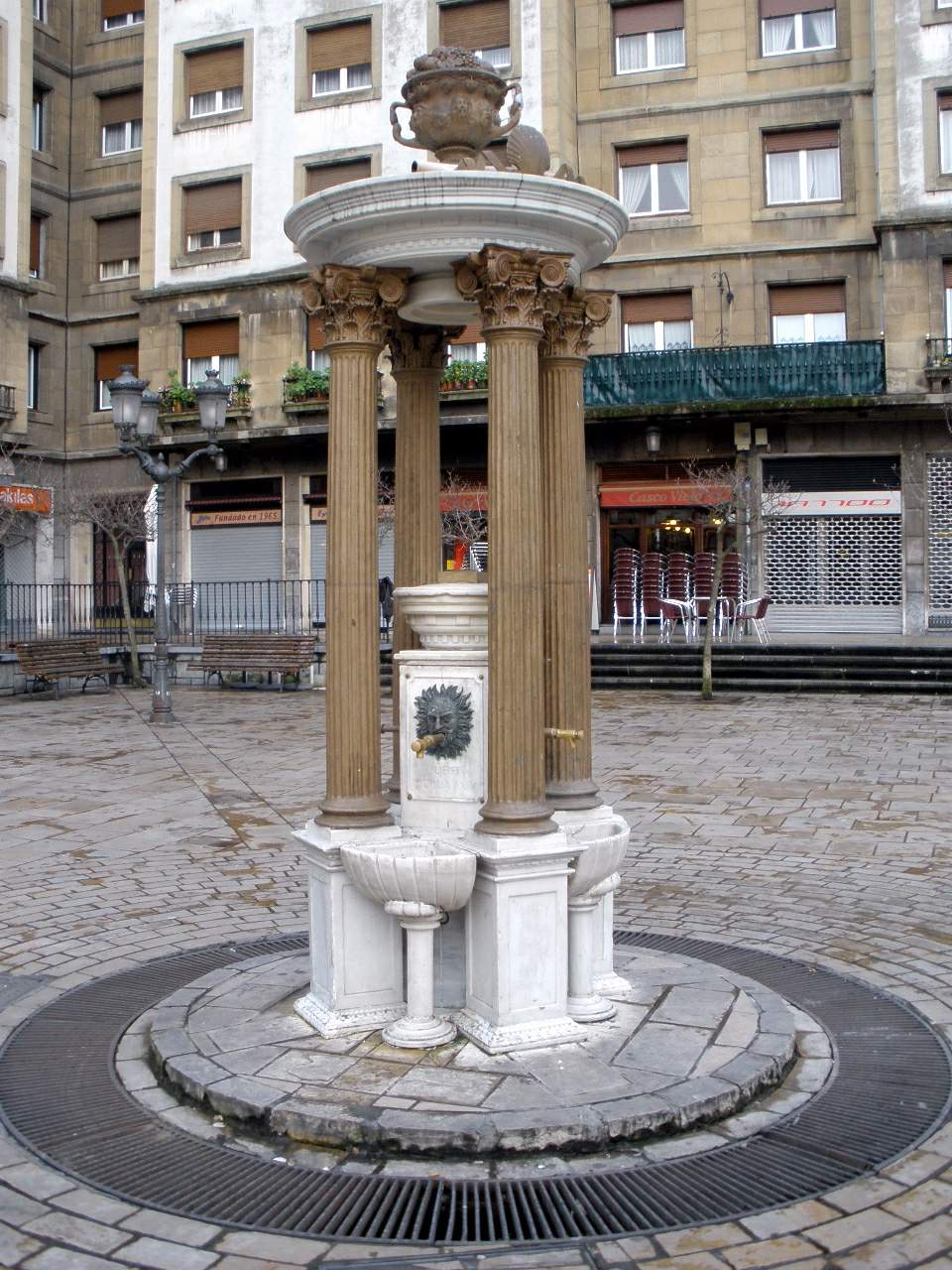
Vista de la fuente central de la plaza
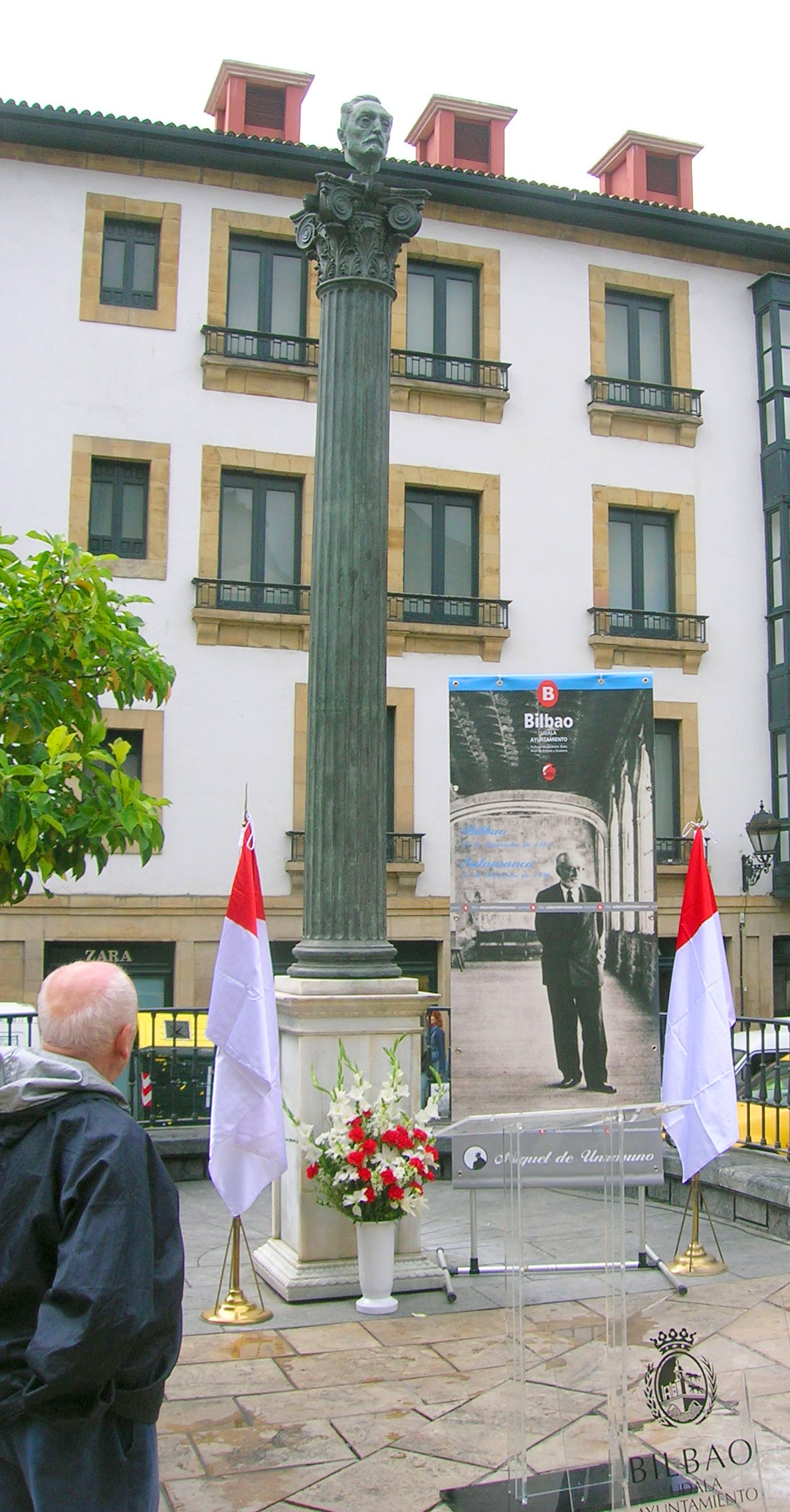
Monumento a Miguel de Unamuno

## Medios de transporte
La estación de Casco Viejo del metro de Bilbao conecta directamente la plaza con el suburbano.